# Manuel Gomes de Carvalho Filho
Manuel Gomes de Carvalho Filho, primeiro e único barão do Rio Negro (Barra Mansa, 27 de abril de 1836 — Paris, 27 de dezembro de 1898) foi um fazendeiro, capitalista e nobre brasileiro.
Era filho dos primeiros barões do Amparo, e irmão do segundo barão do Amparo e do visconde da Barra Mansa, além de bisneto do Sargento-Mor José Leite Ribeiro. Casou em 1857 com sua prima, Emília Gabriela Teixeira Leite (1840 - 1927), neta dos barões de Itambé. Tiveram dez filhos.
Proprietário, por herança de seu pai, da Fazenda Criciúma, na região de Barra Mansa. Foi um dos sócios majoritários da Cia. Evôneas Fluminenses. Em Paris foi o proprietário do "Café Carvalho", situado no bairro de Levalois Peret.
Construiu na Avenida Koeler, em Petrópolis, projetada pelo engenheiro Antonio Jannuzzi, uma rica residência de verão, o Palácio Rio Negro, que posteriormente, comprada pelo governo, foi durante anos a residência oficial de férias dos Presidentes da República Brasileira.
Agraciado com o título de barão do Rio Negro por decreto imperial de 15 de maio de 1867.
Sua filha, Francisca Leite de Carvalho (1877- 1932), foi a religiosa Mére Françoise de Jesus, a fundadora da Ordem "Compagnie de La Vierge", com sede em Roma.
Está enterrado no cemitério do Père-Lachaise.
Emília Teixeira Leite de Carvalho, filha de Manuel Gomes de Carvalho, Barão do Rio Negro, casou-se com o primo Francisco Teixeira Leite Guimarães e passou a se chamar Emília de Carvalho Guimarães. O casal teve um filho Manuel Teixeira Leite Guimarães, que faleceu aos 12 anos e três filhas: Mercedes, Isabel e Emília. Mercedes casou-se com Georges Leuzinger Masset; Isabel casou-se com Augusto de La Rocque e Emília casou-se com Jorge de La Rocque. Todas tiveram numerosa descendência.